# Национална съдебна корежедория на Бразилия
Националната съдебна корежедория (на португалски: Corregedoria Nacional de Justiça, португ. произношение: [koxeʒedoɾˈiɐ nasionˈaw dʒi ʒuʃtʃˈisɐ]) е изпълнителен административен орган на Националния съдебен съвет, който орган ръководи, координира и провежда различни политики, насочени към подобряването и правилното изпълнение на дейността на съдилищата в страната. Националната съдебна корежедория се ръководи от националния корежедор по правосъдието, чиято дейност е регламентирана в § 5, чл. 103-B на Конституцията на Федеративна република Бразилия. Националният корежедор се назначава от президента на страната измежду членовете на Висшия федерален съд, след като кандидатурата му бъде одобрена от Федералния сенат. Националният корежедор е изключен от участие в съдебните процеси, които се водят пред Висшия федерален съд.
Основните функции на Националния корежедор по правосъдието, които са му вменени от конституцията на страната, са:
- да приема жалби и обвинения от всяка заинтересована страна, които се отнасят до съдии и съдебни услуги;
- да осъществява изпълнителни функции спрямо съвета, които се отнасят до извършване на проверки и корекции;
- да прави предписания на съдии и да определя такива, на които да се възлагат специфични задължения; да прави предписания на съдебни служители, в това число от щатите, Федерлания окръг и федералните територии.